# Erster Sikh-Krieg
Mudki – Ferozeshah – Aliwal – Sobraon
Der Erste Sikh-Krieg war ein militärisch ausgetragener Konflikt zwischen dem letzten souveränen indischen Staat, dem Reich der Sikh auf dem Gebiet des Punjab und der Britischen Ostindien-Kompanie. Der Krieg fand vom 13. Dezember 1845 bis 13. Februar 1846 statt und endete mit einer Niederlage des Punjabs.

## Hintergrund

Maharaja Ranjit Singh

Maharaja Ranjit Singh, der erste Herrscher des Sikh-Staates Punjab, hatte eine starke, nach europäischem Vorbild organisierte Armee aufgebaut. Das 40.000 Mann starke Heer bestand nicht mehr nach überkommenem, mittelalterlichem Brauch aus berittenen Adligen, die ihre Ausrüstung selber bereitstellten, schlecht ausgerüsteten Infanteristen aus niederen Klassen und Söldnern, sondern aus gut ausgebildeten Infanteristen, die in der Lage waren in Formation vorzugehen und auch Kavallerieangriffen zu widerstehen.
Diese Umwandlung war mit einigem Erfolg durchgeführt worden, hatte aber soziale Umwälzungen zur Folge, die den Staat destabilisierten. Dem modernen Heer konnte keine effiziente Verwaltung zur Seite gestellt werden, die die wirtschaftlichen und organisatorischen Voraussetzungen für dieses hätte schaffen können und gleichzeitig eine gewisse Kontinuität in das Staatsleben gebracht hätte.
1839 verstarb Ranjit Singh, dessen Tod zu einer Phase der Machtkämpfe führte, bis 1843 sein angeblicher Sohn, der fünfjährige Duleep Singh, den Thron bestieg. Die Armee war in dieser Zeit zu einem unkontrollierbaren Machtfaktor geworden, der sich nicht der Regierung unterordnen ließ.
Ende 1845 geriet die Lage zusehends außer Kontrolle. Die Panchayat der Armee richteten den Wesir Jahawar Singh nach einem Kriegsgerichtsverfahren hin und die Regierung von Lahore wurde vom Militär übernommen.
Teile der Armee wünschten einen Krieg mit den Briten und dieses Ansinnen wurde vom Hof unterstützt, der hoffte, die Briten würden das nicht mehr kontrollierbare Militär schlagen und die Herrschaft über den Punjab übernehmen. Dies würde zwar das Ende der Unabhängigkeit bedeuten, die Oberschicht hoffte aber, ihren politischen und herrschaftlichen Status beibehalten zu können.

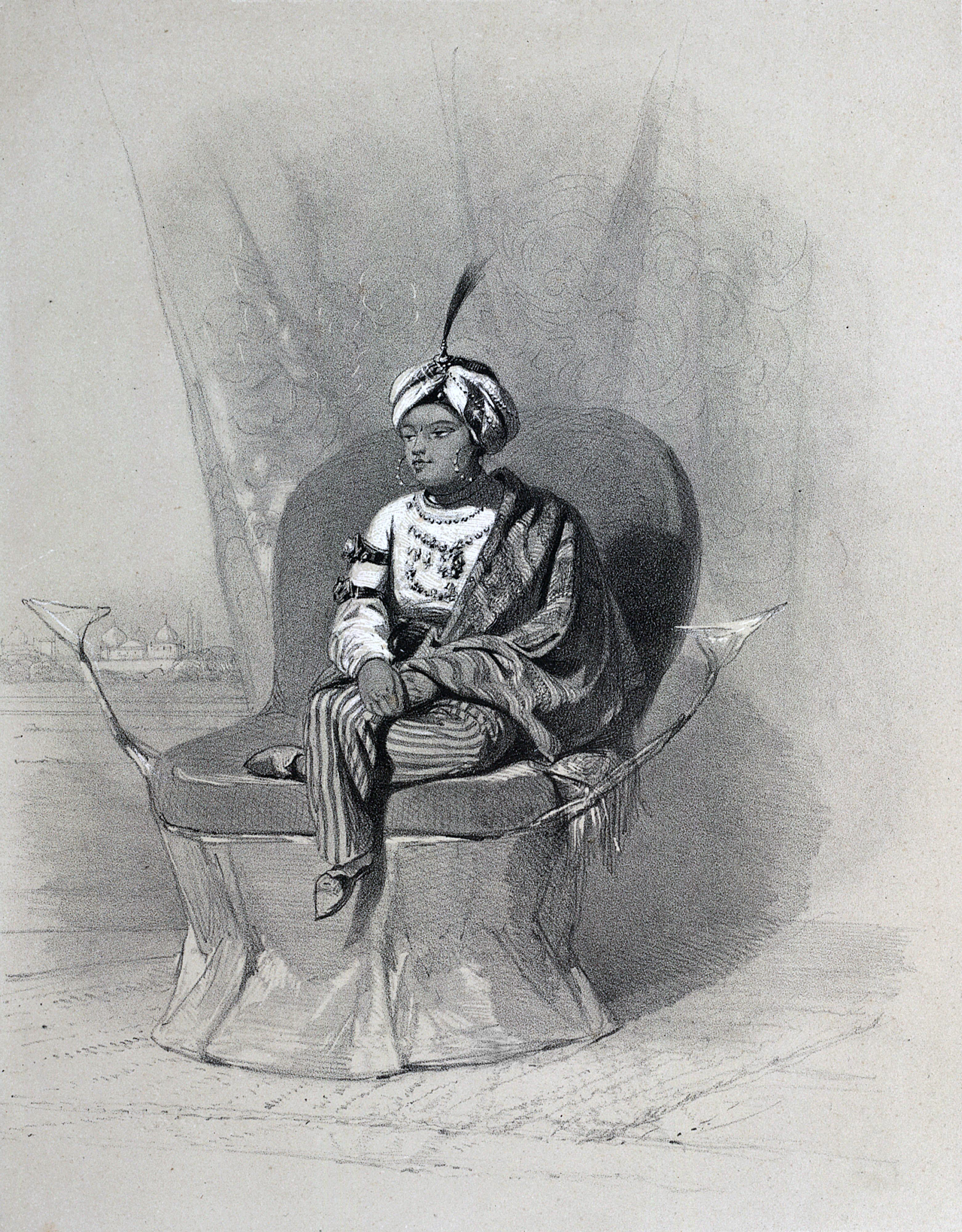
Duleep Singh

Den Briten blieb diese Entwicklung nicht verborgen und sie förderten die innenpolitischen Probleme noch, da sie seit dem Rückzug aus Afghanistan verstärkt nach der Kontrolle des Punjabs strebten. Bereits seit Ranjit Singhs Tod gab es in britischen Kreisen Überlegungen, den Punjab zu annektieren.
Die Briten hofften allerdings, den Ausbruch der Feindseligkeiten bis Ende 1845 vermeiden zu können, um die Armee nach der katastrophalen Niederlage Elphinstones im Ersten Anglo-Afghanischen Krieg (1839 bis 1842) und der Eroberung Sinds (1841 bis 1843) neu organisieren zu können. Die Zeit wurde zur Vorbereitung des Krieges genutzt, ein Ponton-Train herangeführt, Nahrungsvorräte angelegt, sowie die Garnisonen in Firozpur, Ludhiana, Ambala und Meerut verstärkt.
Ende November 1845 hatten die Briten bereits 7.000 Mann am Satluj stehen. Ihre Befehlshaber waren Generalmajor Sir John Littler in Firozpur mit sieben Sepoy-Bataillonen, einem britischen Bataillon und zwei indischen Kavallerie-Regimentern und Brigadegeneral Hugh Wheeler in Ludhiana mit fünf indischen Regimentern, einem britischen Infanterie-Regiment sowie einem indischen Kavallerie-Regiment. Anfang Dezember verlegte Wheeler seine Truppen nach Bassian, dem wichtigsten Kornlager. In Ambala standen weitere 10.000 Mann, in Meerut weitere 9.000.
Den britischen Erklärungen, dies diene nur der Verteidigung, wurden von den Sikhs angesichts der innenpolitischen Lage im Punjab und der Anwesenheit von Brückenbaumaterial zur Überquerung des Satluj kein Glauben geschenkt.
Eine Reihe von Provokationen überzeugte die Sikh-Armee schließlich, dass ein Krieg mit den Briten unvermeidbar sei und sie beschloss, zwei Angehörige der Oberschicht Lal Sinh und Tej Singh zu ihren Führern zu bestimmen. Lal Singh wurde zum Wesir und Tej Singh zum Oberbefehlshaber der Sikh-Armee ernannt.

## Kriegsverlauf

Karte des Kriegsgebietes

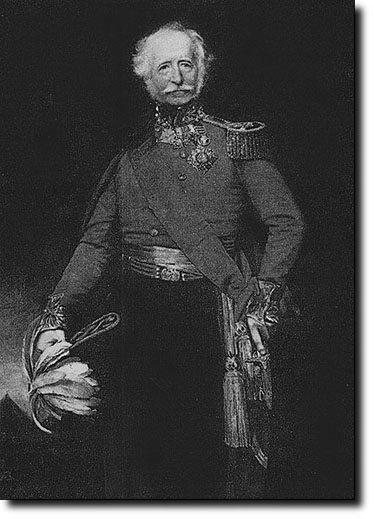
Generalleutnant (später Feldmarschall) Hugh Gough

Am 11. Dezember 1845 begann ein Vormarsch britischer Truppen von Ambala aus in Richtung des Grenzflusses Satluj. Dies führte zur Entscheidung, die Sikh-Armee dem Feind entgegen marschieren zu lassen. Bereits am 12. Dezember 1845 überquerte die Sikh-Armee mit ihren Oberbefehlshabern Lal Singh und Tej Singh den Satluj und bezog auf eigenem Territorium eine Verteidigungsstellung bei Ferozeshah, 16 Kilometer östlich von Firozpur.
Der Generalgouverneur Henry Hardinge nannte dieses Vorgehen eine Invasion britischen Territoriums und einen Bruch des Vertrages von Amritsar aus dem Jahr 1809. Am 13. Dezember erklärte er dem Punjab den Krieg und annektierte Lahores Besitzungen südliche des Satluj. Allerdings sehen andere Autoren die Schuld am Kriegsausbruch auf Seiten der Sikhs.
Bis zum 17. Dezember 1845 hatten sich bei Badhni, etwa 21 Kilometer westlich von Bassian, 11-12.000 Mann unter dem Befehl von Generalleutnant Hugh Gough versammelt. Sie bestanden aus 13 Infanteriebataillonen (vier davon britisch), fünf Kavallerie-Regimentern und 42 Kanonen.

General Henry Smith

Unterdessen war die Sikh-Armee geteilt worden. Ein Teil sollte Littler in Firozpur bewachen, während der andere Teil Gough Widerstand leisten sollte.
Am 18. Dezember trafen die Briten unter Gough in der Schlacht von Mudki auf die Sikh-Armee.  Die Sikhs führten bis zu 10.000 Mann und 22 Kanonen in die Schlacht. Die Briten verloren 872 Mann, während die Sikhs 300 Tote zu beklagen hatten. Der Verlauf der Schlacht war ausgeglichen, auch wenn die Briten sie als Sieg werteten. Die Schlacht hatte gezeigt, dass man sich auf die Sepoys nur bedingt verlassen konnte. Sie hatten sich zurückfallen lassen und es gab Berichte, sie hätten absichtlich zu hoch gefeuert.
Die Briten fassten nun den Plan, ihre Streitmacht mit der belagerten in Firozpur zu vereinigen und dann eine der beiden Sikh-Armeen zu schlagen. Es bestand die Gefahr, dass die Sikhs dies vorher täten. Allerdings standen deren Generäle im ständigen Kontakt mit den Briten und hielten sie auf dem Laufenden.
Die Briten vereinigten sich schließlich am 21. Dezember 1845 während der Schlacht von Ferozeshah. Am zweiten Tag der Schlacht blieben die Briten siegreich, obwohl der Ausgang mehr als ungewiss war und die Sikhs von ihren Generälen absichtlich schlecht geführt wurden. Die Sikhs verloren 3.000 Mann während die Briten 2.415 Mann Verluste hatten, darunter 700 Tote. Die Sikh-Armee verließ britisches Gebiet und zog sich wieder hinter den Satluj zurück.
Am 6. Januar 1846 erhielt Gough 10.000 Mann Verstärkung und erwartete einen Train mit Nachschub und Belagerungsartillerie. Zeitgleich begannen die Sikhs, eine Brücke über den Satluj zu bauen und Befestigungen aufzuwerfen, um den Brückenkopf zu sichern. 8.000 Mann unter Ranjodh Singh marschierten ostwärts bis Ludhiana, wo eine kleine britische Abteilung lag.

Karte der Schlacht von Aliwal

Währenddessen plünderte die Sikh-Armee britisches Territorium. Henry Smith wurde mit einer Brigade Infanterie, zwei indischen Kavallerie-Regimentern und Artillerie entsandt, um dem Nachschub-Train Geleitschutz bis zur Hauptarmee zu geben. Auf dem Weg eroberte er ein kleines, von muslimischen Söldnern gehaltenes Fort bei Dharmkot. Auf dem Marsch erhielt er noch einige Verstärkungen, bevor er am 21. Januar 1846 bei Baddowal auf die Armee Ranjodh Singhs traf. Diese umfasste 8-9.000 Mann und 40 Geschütze und war somit doppelt so stark wie Smiths mit nur 4.000 Mann und 18 Geschützen. Smith entschied sich den Kampf zu vermeiden und den Gegner südwärts zu umgehen. Dies gelang ihm mit nur wenig Verlusten. Weitere Verstärkung brachte Smiths Streitmacht auf über 10.000 Mann. Auch Singh erhielt 4.000 Mann Verstärkung.

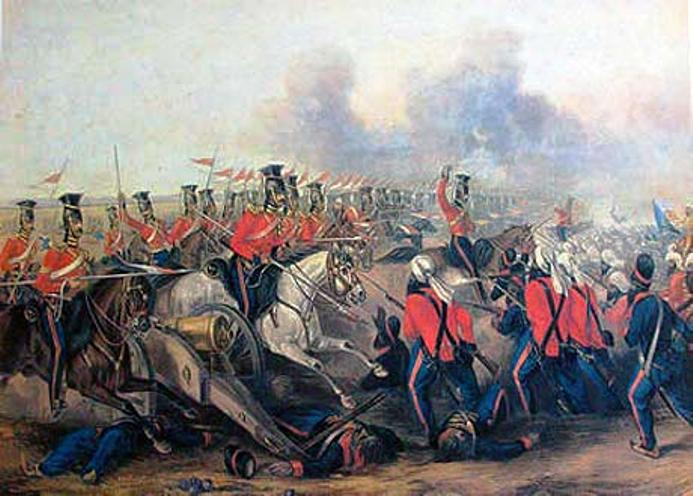
Kavallerieangriff der Briten in der Schlacht von Aliwal

Singhs 13- bis 14.000 Mann starke Armee marschierte südwärts und traf am 28. Januar 1846 in der Schlacht von Aliwal in einem Begegnungsgefecht auf die westwärts Richtung Ludhiana zuhaltenden 10.000 Briten. Das Gelände war günstig für die britische Kavallerie und die Sikhs wurden von dem Aufeinandertreffen überrascht. Die Schlacht war ein vollständiger Sieg für die Briten, die eine überlegene Armee geschlagen hatten. Sie verloren nur 500 Mann während die Verluste der Sikhs auf 3.000 geschätzt wurden. Außerdem erbeuteten die Briten 51 Kanonen und machten 16 weitere unschädlich.
Nach der Schlacht wandte Gough sich dem befestigten Brückenkopf bei Sobraon zu. Die Sikhs hatten ihn im Halbkreis um die Ponton-Brücke auf fast drei Kilometern befestigt und er wurde von 67 Geschützen verteidigt. Gough konnte 15.000 Mann und 70 bis 80 Kanonen ins Feld führen. Am Vormittag des 10. Februar 1846 begann die Schlacht von Sobraon. Sie endete mit einem vollständigen britischen Sieg. Die Verluste der Sikh-Armee wurden auf 8.000 bis 10.000 Mann geschätzt. Die Briten hatten den Verlust von 2.400 Mann zu beklagen, darunter 300 Tote. Sobraon sollte die letzte Schlacht des Krieges sein.
Die britische Armee überquerte den Satluj und besetzte Kasur, wo sich am 13. Februar 1846 Ghulab Singh zu Friedensverhandlungen mit Generalleutnant Gough und Hardinge traf und die von letzterem festgelegten Friedensbedingungen akzeptierte.

## Folgen und Auswirkungen des Krieges
Der Krieg war einer der härtesten, den die Briten in Indien führen mussten. Der britische Sieg war hart erkämpft und der Verrat der Sikh-Armee durch ihre Führer Gulab Singh, Tej Singh und Lal Singh begünstigte ihn noch.
Die Friedensbedingungen des Vertrags von Kasure waren hart und zielten auf eine Schwächung des Sikh-Staates sowie die Belohnung der Verräter ab. Sie bestanden aus der Beschränkung der Sikh-Armee auf 20.000 Infanteristen und 12.000 Mann Kavallerie, der Herausgabe von 25 Kanonen und ein Verbot der Anwerbung von europäischen Söldnern. Das Gebiet von Jalandhar Doab (das Gebiet zwischen Satluj und Beas) musste abgetreten und die Stationierung einer britischen Armee in Lahore bis Ende 1846 akzeptiert werden. Die Britische Armee erhielt ein Durchzugsrecht und der Punjab durfte ohne die Erlaubnis der Briten weder Krieg erklären noch Frieden schließen.
Darüber hinaus musste der Sikh-Staat eine Entschädigung von 1.500.000 Pfund Sterling leisten. Für den Fall, dass die Summe nicht aufgebracht würde, war die Abtretung Kaschmirs an Ghulab Singh vorgesehen. Dieser Fall trat tatsächlich ein und Ghulab Singh wurde der erste Maharaja Kaschmirs.
Die Friedensbedingungen wären vielleicht noch härter ausgefallen, wenn die Briten nicht die Hälfte ihrer europäischen Truppen im Verlauf des Krieges verloren hätten. Ihre indischen Truppen waren unzuverlässig und die Sikh konnten noch immer 40.000 Mann ins Feld führen, während die Briten frühestens in drei Monaten mit Verstärkung aus Übersee rechnen konnten. Am 6. März 1846 wurde der Vertrag in Lahore offiziell unterschrieben.